# Masistes
Masistes (em persa antigo: 𐎶𐎰𐎡𐏁𐎫, Maθišta; em grego: Μασίστης, Masístēs; em iraniano antigo: *Masišta) foi um príncipe aquemênida, filho do rei Dario, o Grande (r. 522–486 a.C.) e de sua esposa Atossa, e irmão pleno de Xerxes I (r. 486–465 a.C.). É possível que Masistes seja o mesmo que Ariâmenes, e os indícios apontam que esse era seu nome verdadeiro. Ele foi um dos comandantes do exército persa durante a campanha de seu irmão Xerxes contra os gregos e foi sátrapa da Báctria, onde tentou iniciar uma revolta em 478 a.C.

## História

### Nas guerras greco-persas

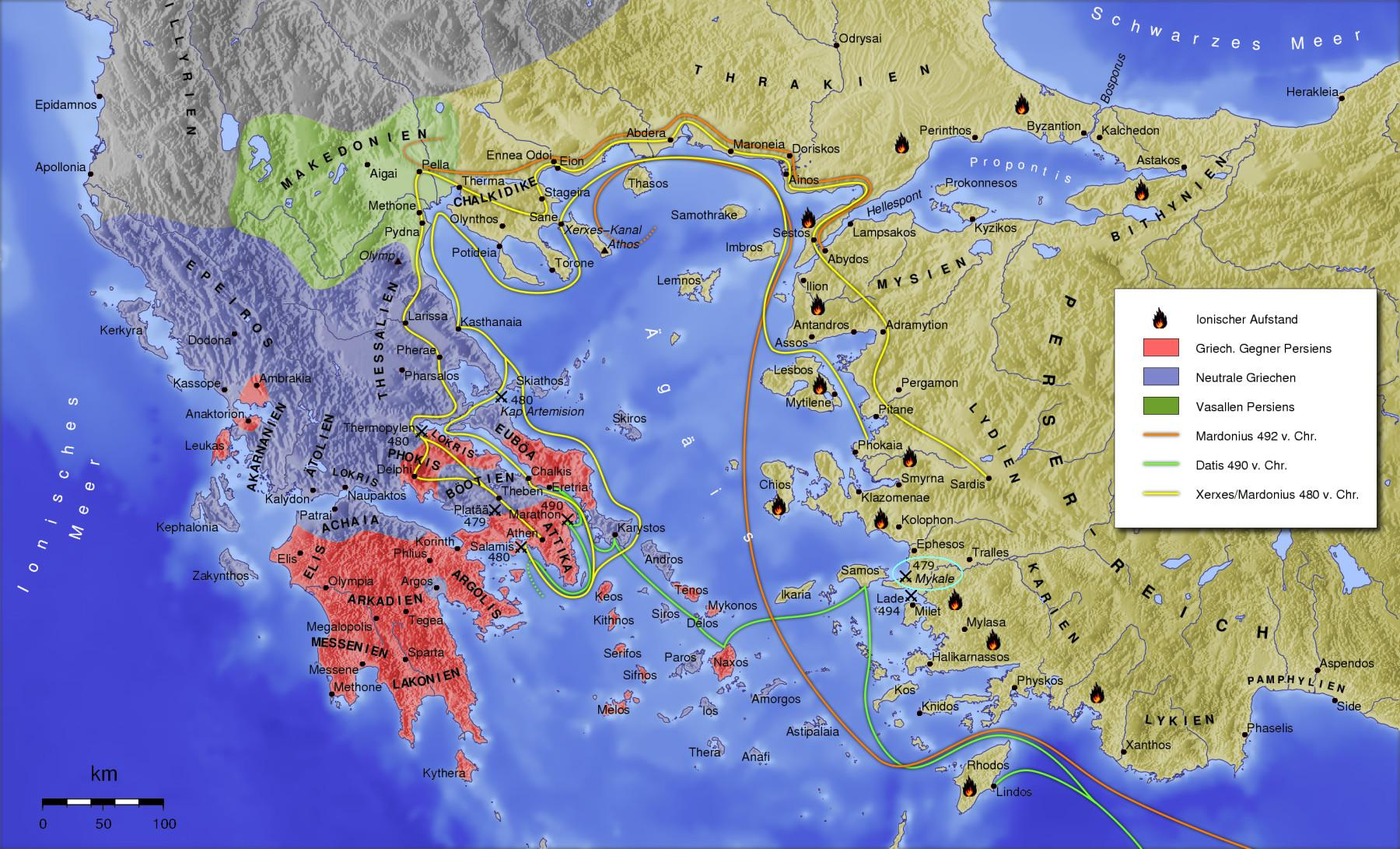
Mapa da invasão da Grécia por Xerxes, mostrando a marcha persa pela Trácia (amarelo) e a batalha de Mícale (circulado em azul)

Masistes foi um dos seis marechais-chefes das campanhas gregas de Xerxes (480-479 a.C.). Junto com o general Mardônio, ele comandou a coluna do exército que cruzou a Trácia ao longo da costa; no entanto, ele esteve quase completamente ausente durante o curso da guerra, incluindo as batalhas de Salamina e Plateias.
Ele reapareceu perto do fim da guerra, quando lutou na Batalha de Mícale (479 a.C.). De acordo com Heródoto, a batalha estava prestes a acontecer no mar, mas os persas decidiram desembarcar em Jônia, Ásia Menor, e lutar em terra. Os exércitos grego e persa finalmente lutaram em Mícale, e os persas foram completamente derrotados. Os comandantes Tigranes e Mardontes morreram durante a batalha, mas Artaintes e Itamithres, assim como Masistes, conseguiram escapar. Segundo Heródoto, a caminho de Sardes, onde o rei se hospedou, Masistes acusou Artaintes de covardia e o culpou de ser "pior que uma mulher". Em resposta, Artaintes desembainhou sua espada e tentou matar Masistes, mas foi impedido por um cário chamado Xenágoras de Halicarnasso.
A família de Masistes ficou perto da batalha, em Sardes, Lídia, que era uma prática comum da nobreza do Império Persa. Em suas Histórias, Heródoto comenta que enquanto Masistes estava lutando, seu irmão, o rei Xerxes, tentou seduzir a esposa de Masistes.

### O conto
Masistes é um dos personagens principais em um episódio sangrento nas Histórias de Heródoto (IX 108-110). Heródoto relata que, após sua derrota na Grécia, Xerxes se apaixonou pela esposa de Masistes, mas falhou em todas as tentativas de ganhar seu favor. Para ficar mais próximo de sua cunhada, Xerxes casou seu filho Dario com sua sobrinha Artainte, filha de Masistes. O casamento foi celebrado em Sardes, mas quando a corte voltou a Susã, Xerxes decidiu que queria a filha em vez da mãe, e Artainte tornou-se sua amante. Um dia, Xerxes visitou Artainte vestindo um manto que havia sido tecido pela rainha Améstris. Ele ofereceu a Artainte que lhe concedesse qualquer desejo que ela desejasse. Ela escolheu o manto e, quando o vestiu em público, o caso foi descoberto.
Quando Améstris ouviu a notícia, ela buscou vingança, não de Artainte, por incrível que pareça, mas de sua mãe, a esposa de Masistes. Era costume na Pérsia que, no dia do aniversário do rei, ele tivesse de conceder todos os desejos que lhe pediam, por isso Améstris esperou até essa data para pedir a Xerxes que mandasse matar a mulher de Masistes. Sob as ordens de Améstris, a esposa de Masistes foi torturada e mutilada: seus seios, nariz, orelhas, lábios e língua foram cortados. Nesse ínterim, Xerxes ofereceu a Masistes a mão de uma de suas filhas. Masistes recusou e, quando viu sua esposa mutilada, fugiu para a Báctria para iniciar uma revolta; no entanto, ele foi interceptado em seu caminho por tropas enviadas pelo rei e executado junto com seus seguidores e seus três filhos.

### Contexto histórico
A história se refere a uma tentativa malfadada de Masistes de liderar uma revolta contra seu irmão Xerxes. Embora a data exata seja desconhecida, não poderia ter acontecido muito tempo depois da batalha de Mícale (479 a.C.), talvez em 478 a.C.
Considerou-se originalmente que Xerxes, afetado por suas derrotas na Grécia, se envolveu em intrigas harém que causariam turbulência na corte e eventualmente resultariam na decadência e ruína do império. Esta visão é amplamente criticada por autores mais modernos. Muitos dos temas do episódio aparecem em muitos contos lendários de origem persa - o enredo é o mesmo, apenas os nomes dos personagens são alterados. Assim, embora o conto seja baseado em relatos orais persas da revolta de Masistes, é impossível considerá-lo como um fato histórico e derivar conclusões literais dele.
Com relação a isso, argumentou-se que o manto real (que Améstris teceu para Xerxes na história) não era apenas uma peça de roupa, mas um símbolo da monarquia persa. De acordo com este raciocínio, e dentro do contexto simbólico da cultura persa deste período, quando Artainte pediu a Xerxes o seu manto, ela na verdade estava a pedir o trono, embora não por ela, visto que era casada com o herdeiro, o príncipe Dario, mas talvez para seu pai Masistes. Isso poderia explicar por que Améstris puniu a esposa de Masistes em vez de sua filha Artainte. Também foi notado que a punição que a esposa de Masistes recebia era geralmente reservada para rebeldes.

## Especulações
Foi observado que o nome Masistes (que as fontes gregas fornecem) está relacionado ao título persa antigo mathishta (maθišta, "o maior", "o mais alto", "o mais longo"; "chefe [da tropa]"; como um título, "o maior depois do rei", "o segundo depois do rei") dado ao herdeiro real designado pelo rei. O problema reside em que o herdeiro designado por Dario I é Xerxes, não Masistes, embora a sucessão não tenha sido isenta de conflitos. De acordo com Heródoto, o filho mais velho de Dario era Artabazanes, mas ele havia nascido antes da ascensão de Dario ao trono. Xerxes era o filho primogênito de Dario depois de ser coroado rei, e também era filho de Atossa, filha de Ciro, o Grande, fundador do império. Depois de muitas disputas na corte, Dario finalmente escolheu Xerxes. Isso é corroborado pelo próprio Xerxes, que em sua "Inscrição do Harém" de Persépolis afirma que seu pai o designou mathishta apesar de ter outros filhos.
Pompeu Trogo, um autor posterior, relata a mesma história, mas se refere a Artabazanes como Ariâmenes. Por outro lado, Plutarco afirma que Xerxes, quando é escolhido como herdeiro, oferece a Ariâmenes a posição de "segundo depois do rei". O Ariâmenes que aparece em Plutarco, embora desempenhe o papel do Artabazanes referido por Heródoto e do Ariâmenes referido por Trogo, tem semelhanças com Masistes. Primeiro, Ariâmenes governa sobre Báctria na versão de Plutarco, assim como Masistes o faz em Heródoto. Além disso, a frase "segundo depois do rei" coincide com o significado do título mathishta, que parece estar relacionado ao nome de Masistes. No entanto, em Plutarco, o "segundo depois do rei" refere-se à pessoa mais poderosa depois do próprio rei, mas não ao herdeiro, como ocorre com o título mathishta.
É possível, como foi argumentado, que Masistes não fosse o nome verdadeiro do irmão mais novo de Xerxes, mas simplesmente seu título,  (mathishta). Diante dessa possibilidade, é importante notar que Masistes era de fato um nome usado na época. Em uma tabuinha cuneiforme, da cidade mesopotâmica de Nipur datada de 429 a.C. (durante o reinado de Artaxerxes I) é feita menção a um certo Masistu (Masištu), cujo nome foi identificado como a forma acádia de Masistes.